# U-805
 U-805  — немецкая подводная лодка типа IXC/40, времён Второй мировой войны. 
Заказ на постройку субмарины был отдан 10 апреля 1941 года. Лодка была заложена 24 декабря 1942 года на верфи судостроительной компании «Seebeck» в Бремене под строительным номером 363, 12 февраля 1944 года под командованием капитан-лейтенанта Рихарда Бернанделли вошла в состав учебной 4-й флотилии. 1 марта 1945 года вошла в состав 33-й флотилии. Лодка совершила один боевой поход, успехов не достигла. Сдалась 14 мая 1945 года неподалёку от Портсмута, Нью-Гемпшир, в районе с координатами 43°04′ с. ш. 70°43′ з. д..
U-805 была оснащена шноркелем. 